# Desa Sukaperna (administrativ by i Indonesien, lat -6,97, long 108,30)
Desa Sukaperna är en administrativ by i Indonesien.   Den ligger i provinsen Jawa Barat, i den västra delen av landet, 180 km sydost om huvudstaden Jakarta.